# Benjamin Dyball
Benjamin Dyball (Blacktown, 20 april 1989) is een Australisch wielrenner die anno 2023 rijdt voor Victoire Hiroshima. Dyball was in de jeugd ook actief als mountainbiker.

## Belangrijkste overwinningen
2011
 Australisch kampioen op de weg, Beloften
2013
4e etappe Ronde van Japan
2018
3e etappe Ronde van Thailand
Eindklassement Ronde van Thailand
2e etappe Ronde van Siak
4e etappe Ronde van Ijen
Berg- en eindklassement Ronde van Ijen
2019
 Oceanisch kampioen tijdrijden, Elite
 Oceanisch kampioen op de weg, Elite
Proloog Ronde van Tochigi
4e etappe Ronde van Langkawi
Eindklassement Ronde van Langkawi
7e etappe Ronde van het Qinghaimeer (individuele tijdrit)
5e etappe Ronde van Indonesië
2022
2e etappe Ronde van Japan
2e etappe Ronde van Taiwan
Eindklassement Ronde van Taiwan
2024
Grote Prijs van Kayseri

### Resultaten in voornaamste wedstrijden
| Jaar | Ronde van Italië | Ronde van Frankrijk | Ronde van Spanje |
| ---- | ---------------- | ------------------- | ---------------- |
| 2020 |                  |                     | 129e             |

| Jaar | Ronde van Lombardije | Waalse Pijl |
| ---- | -------------------- | ----------- |
| 2020 | opgave               | opgave      |

## Ploegen
- 2011 –  Team Jayco-AIS (vanaf 20-2)
- 2012 –  Genesys Wealth Advisers
- 2013 –  Huon Salmon-Genesys Wealth Advisers
- 2014 –  Avanti Racing Team
- 2015 –  Avanti Racing Team
- 2017 –  St George Continental Cycling Team
- 2017 –  Delko Marseille Provence KTM (stagiair vanaf 7-8)
- 2018 –  St George Continental Cycling Team
- 2019 –  Team Sapura Cycling
- 2020 –  NTT Pro Cycling
- 2021 –  Team UKYO
- 2022 –  Team UKYO
- 2023 –  Victoire Hiroshima
- 2024 –  Victoire Hiroshima
- 2025 –  Victoire Hiroshima

Aitken · Carver · Donnelly · Durbridge · Dyball · Ellis · Hepburn · Howson · Kerby · Lane · Lang · Lovelock-Fay · McCarthy · McCulloch · Niblett · Perkins · Rudolph · Sunderland
Carver · Crawford · Davis · Dyball · Earle · Flakemore · Giacoppo · Hose · Lovelock · Marwood · Pearson · Rigg · Robinson · Sanderson · Shaw · K.Walker
Beckinsale · Clements · Cooper · Crawford · Davis · Donnelly · Dyball · Earle · Flakemore · Giacoppo · Haig · Jones · Lovelock · Robinson · Shaw · K.Walker
Beckinsale · Clark · Cooper · Davis · Donnelly · Dyball · Fetch · Flakemore · Giacoppo · Gunman · Haig · Jones · Law · Lovelock-Fay · O'Brien · Robinson · van der Ploeg
Bonello · Cameron · Dutton · Dyball · Ellerm-Norton · Field · Groves · Hubbard · Louis · Sharpe · Smith · Soden · Talbot · Zenovich
Andersen · Aristi · Combaud · Di Grégorio · Díaz · El Fares · Fernández · Finetto · Giraud · Hupond · Laas · Lemarchand · Madrazo · Martinez · Pacher · Rodríguez · Šiškevičius · Smukulis · Couanon (stagiair) · Dyball (stagiair) · Liepiņš (stagiair)
Cameron · Cavanagh · Culey · Dutton · Dyball · Field · Groves · Hubbard · Kennett · Louis · Smith · Zenovich
Barbero · Battistella · Boasson Hagen · Campenaerts · Carbel · De Bod · Dlamini · Dyball · Gasparotto · Gebreigzabhier · Gibbons · Gogl · Iribe · Janse van Rensburg · King · Kreuziger · Mäder · Meintjes · Nizzolo  · O'Connor · Pozzovivo · Sobrero · Stokbro · Sunderland · Thomson · Tiller · Valgren · Walscheid · Wyss